# 角閃光美洲鱥
角閃光美洲鱥（學名：Luxilus cornutus ）為輻鰭魚綱鯉形目雅羅魚科的其中一種，分布於大西洋沿岸、五大湖、哈德遜灣沿岸和密西西比河流域，從加拿大新斯科舍省到薩斯喀徹溫省東南部，以及美國維吉尼亞州詹姆斯河流域、俄亥俄州北部、密蘇里州中部和科羅拉多州等淡水流域，體長可達18公分，壽命可達6年，棲息在水質清澈、冰冷、岩石底質、流動快速的溪流，屬雜食性，以昆蟲、藻類等為食，會築巢產卵，繁殖季節從5至6月，雌魚產卵數400-4000顆，雄魚具有領域性，會捍衛巢穴。。